# TinyBuild
tinyBuild Inc. é uma editora americana de jogos independentes com sede em Bellevue, Washington. A empresa foi fundada por Alex Nichiporchik e Tom Brien em 2011 para expandir o jogo No Time to Explain, de Brien, para um lançamento comercial. Aproveitando o sucesso do lançamento do jogo na Steam em 2013, a tinyBuild fez parceria com a DoubleDutch Games para o desenvolvimento e lançamento de SpeedRunners, o que rendeu à empresa mais acordos de publicação. Desde março de 2020, a empresa vem fundando e adquirindo novos estúdios para expansão. Tornou-se uma empresa de capital aberto no Alternative Investment Market em março de 2021.

## História e desenvolvimento
A tinyBuild foi fundada em 2011 por Alex Nichiporchik (em letão:  Aleksandrs Ņičiporčiks) e Tom Brien. Nichiporchik veio da Letônia e havia sido jogador profissional de Warcraft III: Reign of Chaos no início dos anos 2000, o que lhe rendeu dinheiro suficiente para abandonar o ensino médio e seguir carreira no jornalismo de videogames. Em 2010, enquanto funcionário da Spil Games na Holanda, ele se interessou por jogos de navegador. Ele conheceu Super Meat Boy, o que o levou a querer entrar no ramo. Nichiporchik descobriu No Time to Explain, um flash game de Tom Brien, que ele pensou que poderia fazer tanto sucesso quanto Super Meat Boy. Nichiporchik e Brien estabeleceram a tinyBuild em 2011 como empresa desenvolvedora para expandir No Time to Explain para um lançamento comercial. A sede da empresa estava localizada na Holanda, com Nichiporchik comandando, até que, mais tarde, ambos se mudaram para Seattle, Washington.
A tinyBuild lançou uma campanha de crowdfunding para No Time to Explain via Kickstarter e arrecadou US$ 26,000 de uma meta de US$ 7,000. A tinyBuild assinou com a editora russa Buka Entertainment que esta publicaria versões de varejo de No Time to Explain na Rússia, lançaria o jogo na Steam e concederia à tinyBuild US$ 24,500 em royalties antecipadamente. No entanto, a Buka Entertainment não conseguiu chegar a um acordo com a tinyBuild até afirmar que foi forçada a cancelar o projeto, retendo os royalties. Como No Time to Explain não pôde ser lançado via Steam, a tinyBuild o lançou de forma independente. O jogo recuperou o custo de desenvolvimento, mas não obteve lucro significativo. Após isso, a tinyBuild entrou em hiato por quase um ano, até que a Steam entrou no processo Greenlight para conseguir a aprovação para lançamento de jogos. No Time to Explain se tornou um dos primeiros jogos a receber sinal verde para a Steam em 2013 e teve um lançamento de sucesso na plataforma. Nichiporchik afirmou que esta experiência esgotou a tinyBuild, que não estava mais interessada em buscar o desenvolvimento, mas não queria desperdiçar o sucesso recém-descoberto. A empresa investiu, codesenvolveu e publicou o jogo SpeedRunners, o que levou mais desenvolvedores a lançar seus jogos para a tinyBuild, transformando gradativamente a empresa em uma editora. Para expandir suas operações editoriais, contratou o jornalista de videogame Mike Rose, em dezembro de 2014.
A tinyBuild obteve US$ 3,75 milhões em financiamento inicial do Makers Fund em abril de 2018, seguido por US$ 15 milhões em financiamento de um investidor não divulgado, em fevereiro de 2019. A empresa estabeleceu seu primeiro estúdio interno, HakJak Studios, com o desenvolvedor de Guts and Glory, Jed "HakJak" Steen, em Boise, Idaho, em março de 2020. Nichiporchik acreditava que as editoras de jogos independentes como a tinyBuild teriam que se afastar dos "relacionamentos transacionais" — em que o desenvolvedor e o editor trabalhariam em um jogo e depois seguiriam em frente — e, em vez disso, construiriam relacionamentos de longo prazo com os desenvolvedores. Nessa época, a tinyBuild contava com 150 funcionários. A tinyBuild adquiriu a equipe de desenvolvimento por trás de Hello Neighbour, da Dynamic Pixels, em julho de 2020, por uma quantia não revelada para estabelecer o estúdio Eerie Guest Studios, em Hilversum. A empresa investiu mais de US$ 15 milhões na franquia Hello Neighbor. A tinyBuild investiu US$ 3 milhões na Hologryph, em novembro de 2020, atribuindo o estúdio ao spin-off multi-player de Hello Neighbour, Secret Neighbour. Em fevereiro de 2021, a tinyBuild adquiriu três estúdios com os quais já havia trabalhado: We're Five Games, Hungry Couch e Moon Moose.
A tinyBuild anunciou em fevereiro de 2021 que iria realizar uma oferta pública inicial no Alternative Investment Market da Bolsa de Valores de Londres com o símbolo "TBLD". Na época, Nichiporchik detinha 61,1% da empresa, enquanto a empresa chinesa NetEase detinha 14,3%. As ações da empresa começaram a ser negociadas em 9 de março de 2021, com capitalização de mercado inicial de £ 340 milhões.
A tinyBuild adquiriu o estúdio Animal em agosto de 2021 por US$ 10,2 milhões; A Animal estava trabalhando na publicação de seu próximo jogo Rawmen através da tinyBuild.
A tinyBuild adquiriu parceria com a Versus Evil e Red Cerberus em novembro de 2021.
A empresa adquiriu os direitos de propriedade intelectual da maior parte dos jogos da Bossa Studios, incluindo Surgeon Simulator e I Am Bread, por US$ 3 milhões, em agosto de 2022.

## Subsidiárias

### Estúdios
| Nome                | Localização                             | Fundado       | Adquirido         |
| ------------------- | --------------------------------------- | ------------- | ----------------- |
| Animal              | Pasadena, Califórnia, Estados Unidos    | 2015          | Agosto de 2021    |
| Eerie Guest Studios | Hilversum, Holanda                      | Julho de 2020 | —                 |
| Hologryph           | Lviv, Ucrânia                           | 2016          | Novembro de 2020  |
| Hungry Couch Games  | Moscou, Rússia                          | 2019          | Fevereiro de 2021 |
| DogHelm             | Los Angeles, Califórnia, Estados Unidos | 2015          | Junho de 2021     |
| Bad Pixel           | Voronej, Rússia                         | 2008          | Setembro de 2021  |
| Konfa Games         | São Petersburgo, Rússia                 | 2017          | Agosto de 2022    |
| Red Cerberus        | São Paulo, Brasil                       | Julho de 2017 | Novembro de 2021  |

### Matriz
| Nome             | Localização                           | Fundado       | Adquirido         | Fechado           |
| ---------------- | ------------------------------------- | ------------- | ----------------- | ----------------- |
| HakJak Studios   | Boise, Idaho, Estados Unidos          | Março de 2020 | —                 | Dezembro de 2023  |
| Versus Evil      | Baltimore, Maryland, Estados Unidos   | 2013          | Novembro de 2021  | Dezembro de 2023  |
| We're Five Games | Mineápolis, Minnesota, Estados Unidos | Abril de 2012 | Fevereiro de 2021 | — 2023            |
| Moon Moose       | São Petersburgo, Rússia               | 2019          | Fevereiro de 2021 | Fevereiro de 2024 |
| DeMagic Games    | Ucrânia, Europa                       | 2019          | Abril de 2022     | Março de 2024     |

## Jogos desenvolvidos
| Ano  | Título                        | Plataforma(s)                                               |
| ---- | ----------------------------- | ----------------------------------------------------------- |
| 2011 | No Time to Explain            | Linux, macOS, Microsoft Windows                             |
| 2015 | No Time to Explain Remastered | Linux, macOS, Microsoft Windows, PlayStation 4, Xbox One    |
| 2023 | Hello Engineer                | Microsoft Windows, Xbox One, PlayStation 4, Nintendo Switch |

## Jogos publicados
| Ano  | Título                                                | Desenvolvedor(es)                   | Platforma(s) |
| ---- | ----------------------------------------------------- | ----------------------------------- | --- |
| 2013 | Not the Robots                                        | 2DArray                             | Linux, macOS, Microsoft Windows                                                                                   |
| 2014 | Fearless Fantasy                                      | Enter Skies Entertainment           | Android, iOS, Microsoft Windows                                                                                   |
| 2014 | Spoiler Alert                                         | Megafuzz                            | Android, iOS, Linux, macOS, Microsoft Windows                                                                     |
| 2014 | Lovely Planet                                         | Quicktequila                        | Linux, macOS, Microsoft Windows, PlayStation 4, Xbox One, Wii U                                                   |
| 2015 | Divide by Sheep                                       | Bread Team                          | Android, iOS, macOS, Microsoft Windows                                                                            |
| 2015 | Party Hard                                            | Pinokl Games                        | Linux, macOS, Microsoft Windows, Nintendo Switch, PlayStation 4, Xbox One                                         |
| 2015 | Snail Bob 2                                           | Hunter Hamster                      | Android, iOS, Linux, macOS, Microsoft Windows                                                                     |
| 2016 | Punch Club                                            | Lazy Bear Games                     | Android, iOS, Linux, macOS, Microsoft Windows, Nintendo 3DS, Nintendo Switch, PlayStation 4, Xbox One             |
| 2016 | Dungelot: Shattered Lands                             | Red Winter                          | Android, iOS, Microsoft Windows                                                                                   |
| 2016 | SpeedRunners                                          | DoubleDutch Games                   | iOS, Linux, macOS, Microsoft Windows, Nintendo Switch, PlayStation 4, Xbox One                                    |
| 2016 | One Troll Army                                        | FlyAnvil                            | macOS, Microsoft Windows                                                                                          |
| 2016 | Boid                                                  | Mokus Games                         | Microsoft Windows                                                                                                 |
| 2016 | Lovely Planet Arcade                                  | Quicktequila                        | Linux, macOS, Microsoft Windows                                                                                   |
| 2016 | Road to Ballhalla                                     | Torched Hill                        | Microsoft Windows, Nintendo Switch, PlayStation 4, Xbox One                                                       |
| 2016 | The Final Station                                     | Do My Best Games                    | Linux, macOS, Microsoft Windows, Nintendo Switch, PlayStation 4, Xbox One                                         |
| 2016 | Diaries of a Spaceport Janitor                        | Sundae Month                        | macOS, Microsoft Windows                                                                                          |
| 2016 | Clustertruck                                          | Landfall Games                      | Linux, macOS, Microsoft Windows, Nintendo Switch, PlayStation 4, Xbox One                                         |
| 2016 | Party Hard Go                                         | Pinokl Games                        | Android, iOS, Fire OS                                                                                             |
| 2017 | Stage Presence                                        | Sea Green Games                     | Microsoft Windows                                                                                                 |
| 2017 | Mr. Shifty                                            | Team Shifty                         | Linux, macOS, Microsoft Windows, Nintendo Switch, PlayStation 4, Xbox One                                         |
| 2017 | Community Inc                                         | T4 Interactive                      | macOS, Microsoft Windows, Nintendo Switch                                                                         |
| 2017 | Phantom Trigger                                       | Bread Team                          | Microsoft Windows, Nintendo Switch, PlayStation 4, Xbox One                                                       |
| 2017 | Party Hard Tycoon (early access)                      | - Pinokl Games - Kverta             | Microsoft Windows                                                                                                 |
| 2017 | Hello Neighbor                                        | Dynamic Pixels                      | Android, iOS, Microsoft Windows, Nintendo Switch, PlayStation 4, Stadia, Xbox One                                 |
| 2018 | Garage: Bad Trip                                      | Zombie Dynamics                     | macOS, Microsoft Windows, Nintendo Switch                                                                         |
| 2018 | Outpost Zero (acesso antecipado)                      | Symmetric Games                     | Microsoft Windows                                                                                                 |
| 2018 | Guts and Glory                                        | HakJak Studios                      | Linux, macOS, Microsoft Windows, Nintendo Switch, PlayStation 4, Xbox One                                         |
| 2018 | Graveyard Keeper                                      | Lazy Bear Games                     | Android, iOS, Linux, macOS, Microsoft Windows, Nintendo Switch, PlayStation 4, Xbox One                           |
| 2018 | Party Hard 2                                          | - Pinokl Games - Kverta - Hologryph | Microsoft Windows                                                                                                 |
| 2018 | Rapture Rejects (acesso antecipado)                   | - Galvanic Games - Explosm Games    | Microsoft Windows                                                                                                 |
| 2018 | Hello Neighbor: Hide and Seek                         | Dynamic Pixels                      | iOS, Microsoft Windows, Nintendo Switch, PlayStation 4, Stadia, Xbox One                                          |
| 2019 | Pandemic Express                                      | Tall Boys Team                      | Microsoft Windows                                                                                                 |
| 2019 | Swag and Sorcery                                      | - Lazy Bear Games - Uroboros Games  | iOS, Microsoft Windows                                                                                            |
| 2019 | Pathologic 2                                          | Ice-Pick Lodge                      | Microsoft Windows, PlayStation 4, Xbox One                                                                        |
| 2019 | Lovely Planet 2: April Skies                          | Quicktequila                        | Linux, macOS, Microsoft Windows                                                                                   |
| 2019 | Streets of Rogue                                      | Matt Dabrowski                      | Linux, macOS, Microsoft Windows, Nintendo Switch, PlayStation 4, Xbox One                                         |
| 2019 | Totally Reliable Delivery Service                     | We're Five Games                    | Android, macOS, Microsoft Windows, Nintendo Switch, PlayStation 4, Xbox One                                       |
| 2019 | Waking                                                | Jason Oda                           | Microsoft Windows                                                                                                 |
| 2019 | Secret Neighbor                                       | - Hologryph - Dynamic Pixels        | Microsoft Windows, Stadia, Xbox One, Nintendo Switch                                                              |
| 2020 | Not For Broadcast                                     | NotGames                            | Microsoft Windows                                                                                                 |
| 2020 | Hello Puppets!                                        | Otherworld Interactive              | Microsoft Windows (VR Exclusive)                                                                                  |
| 2020 | Hellpoint                                             | Cradle Games                        | Linux, macOS, Microsoft Windows, Nintendo Switch, PlayStation 4, Xbox One, Stadia, PlayStation 5, Xbox Series X/S |
| 2020 | Kill It with Fire                                     | Casey Donnellan Games LLC           | Microsoft Windows                                                                                                 |
| 2020 | Punch Club 2: Fast Forward                            | Lazy Bear Games                     | Microsoft Windows                                                                                                 |
| 2020 | Startup Panic                                         | Algorocks                           | Android, iOS, Microsoft Windows                                                                                   |
| 2020 | Waking                                                | Jason Oda                           | Microsoft Windows, Xbox One                                                                                       |
| 2021 | Black Skylands (acesso antecipado)                    | Hungry Couch                        | Microsoft Windows                                                                                                 |
| 2021 | Cartel Tycoon (acesso antecipado)                     | Moon Moose                          | Microsoft Windows                                                                                                 |
| 2021 | Happy's Humble Burger Farm                            | Scythe Dev Team                     | Microsoft Windows, PlayStation 4, PlayStation 5, Xbox One, Xbox Series X/S, Nintendo Switch                       |
| 2021 | Mayhem in Single Valley                               | Fluxscopic Ltd.                     | Microsoft Windows                                                                                                 |
| 2021 | Potion Craft: Alchemist Simulator (acesso antecipado) | niceplay games                      | Microsoft Windows                                                                                                 |
| 2021 | Undungeon                                             | Laughing Machines                   | Microsoft Windows, Xbox One                                                                                       |
| 2022 | Not For Broadcast                                     | NotGames                            | Microsoft Windows                                                                                                 |
| 2022 | Expedition Zero                                       | Enigmatic Machines                  | Microsoft Windows                                                                                                 |
| 2022 | Hello Neighbor 2                                      | Eerie Guest Studios                 | Microsoft Windows, PlayStation 4, PlayStation 5, Xbox One, Xbox Series X/S, Nintendo Switch                       |
| 2022 | Tinykin                                               | Splashteam                          | Microsoft Windows, Nintendo Switch, PlayStation 4, PlayStation 5, Xbox One, Xbox Series X/S                       |
| 2022 | Asterigos: Curse of the Stars                         | Acme Gamestudio                     | Microsoft Windows, PlayStation 4, PlayStation 5, Xbox One, Xbox Series X/S                                        |
| 2022 | Despot's Game                                         | Konfa Games                         | Linux, macOS, Microsoft Windows, Nintendo Switch, PlayStation 4, PlayStation 5, Xbox One, Xbox Series X/S         |
| 2023 | RHYTHM SPROUT                                         | SURT                                | Microsoft Windows, Nintendo Switch, PlayStation 4, Xbox One                                                       |
| 2023 | Farworld Pioneers                                     | Igloosoft                           | Microsoft Windows, Nintendo Switch, PlayStation 4, Xbox One                                                       |
| 2023 | Black Skylands                                        | Hungry Couch                        | Microsoft Windows, Nintendo Switch, PlayStation 4, Xbox One                                                       |
| 2023 | The Bookwalker: Thief of Tales                        | DO MY BEST                          | macOS, Microsoft Windows, PlayStation 4, Xbox One                                                                 |
| 2023 | Punch Club 2: Fast Forward                            | Lazy Bear Games                     | Microsoft Windows, Nintendo Switch, PlayStation 4, Xbox One                                                       |
| 2023 | I Am Future: Cozy Apocalypse Survival                 | Mandragora                          | Microsoft Windows                                                                                                 |
| 2024 | Kingmakers                                            | Redemption Road Games               | Microsoft Windows                                                                                                 |
| TBA  | Trash Sailors                                         | fluckyMachine                       | Microsoft Windows, Nintendo Switch                                                                                |
| TBA  | Pigeon Simulator                                      | HakJak Studios                      | Microsoft Windows                                                                                                 |
| TBA  | Rawmen                                                | Animal                              | Microsoft Windows                                                                                                 |